# Chiesa del Purgatorio (Ruvo di Puglia)
La chiesa del Purgatorio è un luogo di culto cattolico di Ruvo di Puglia sito in Largo San Cleto. L'edificio odierno è il frutto dell'unione di due antiche chiese adiacenti, la chiesa di San Cleto e la chiesa di San Michele Arcangelo. Attualmente è sede della Confraternita del Purgatorio.

## Storia
Le due navate di cui consta la chiesa odierna costituivano in realtà due edifici a sé stanti. La navata settentrionale è stata costruita al di sopra della cisterna di epoca romana nota al popolo come grotta di San Cleto: secondo la tradizione essa sarebbe la catacomba in cui si raccoglievano i primi cristiani ruvesi sotto la guida del vescovo e futuro papa Cleto. La costruzione dell'edificio superiore, che corrisponderebbe all'originaria chiesa di San Cleto, è databile alla prima metà del XVI secolo, come luogo destinato alle attività della confraternita omonima. Al medesimo periodo è ascrivibile il pregevole polittico ligneo ivi conservato, raffigurante la Madonna con Bambino tra i confratelli oranti e i santi Cleto, Biagio, Rocco ed altri.
Nei primi anni del secolo successivo la nobildonna ruvese Elisabetta Zazzarino acquistò alcune case abbandonate adiacenti alla chiesa di San Cleto e le donò al popolo, con l'intento di costruire al loro posto una chiesa dedicata alle anime del Purgatorio, confinante con l'edificio primitivo. Fu così costruita la nuova chiesa, consacrata nel 1643 e intitolata a San Michele Arcangelo. Dopo pochi anni, a causa dell'abitudine dei fedeli di riunirsi nella nuova chiesa per suffragare con la preghiera le anime dei morti, essa fu intitolata alle anime del Purgatorio. Intorno a questo periodo le due chiese furono unite mediante l'eliminazione del muro di tramezzo, facendo assumere al complesso l'attuale configurazione. Nel 1678 il vescovo Galesio istituì in questa chiesa la Confraternita del Purgatorio sotto il titolo di "Maria Santissima del Suffragio".

## Descrizione

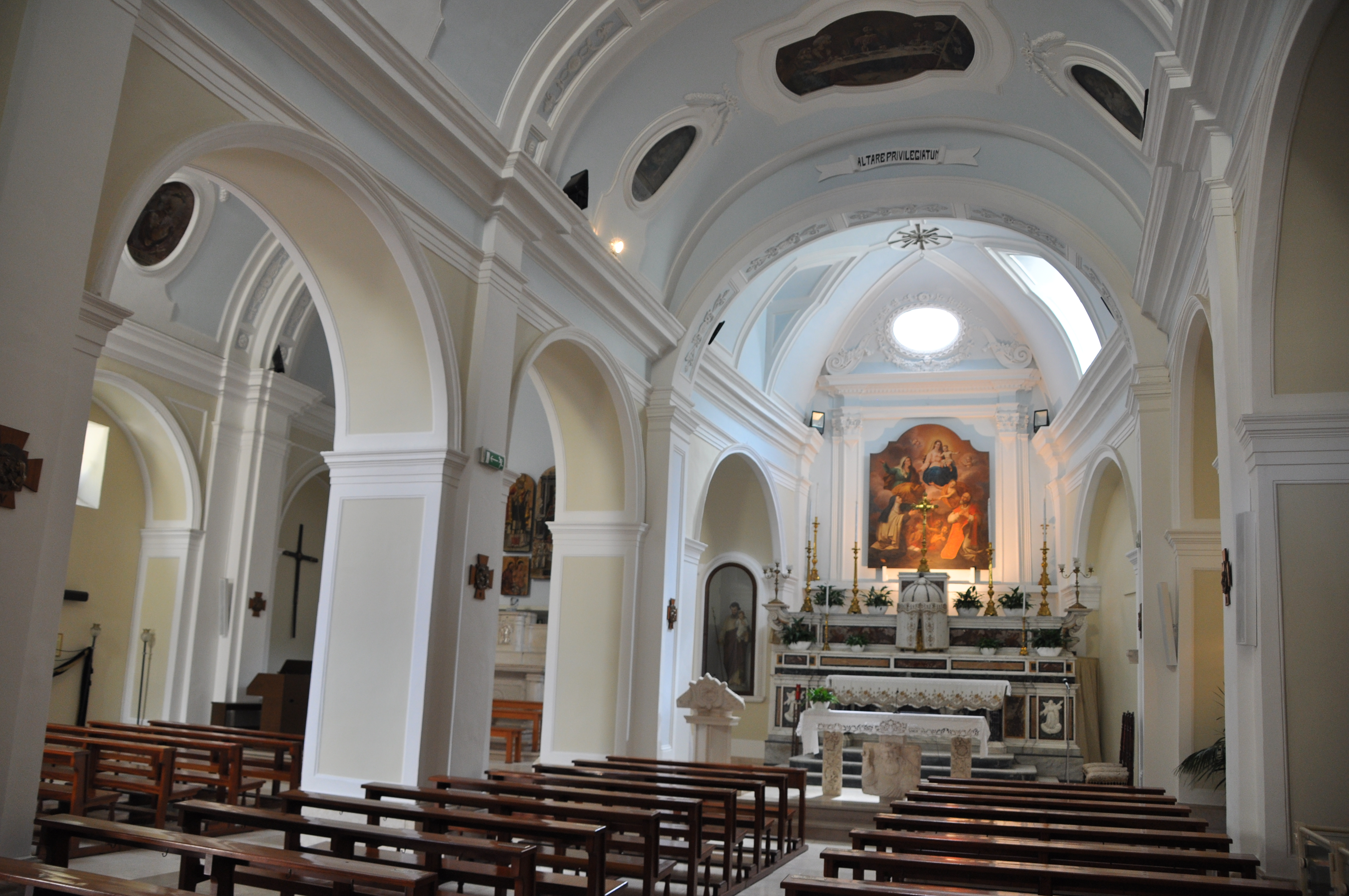
Interno

La facciata della chiesa è divisa in due ordini da un cornicione, l'ordine inferiore presenta i due portoni d'ingresso mentre sull'ordine superiore sono disposti due finestroni. La muratura della facciata inoltre presenta la tecnica del bugnato rustico. Sul tetto della navata settentrionale è installato il campanile a forma di parallelepipedo rettangolo i cui lati terminano in volute. Il campanile è sormontato da un grande acroterio a forma di vaso circolare e risale al 1753.
L'interno presenta le due navate con volta a botte e sul soffitto della navata meridionale sono presenti quattro affreschi relativi alla vita di San Cleto, mentre nell'altra navata il soffitto è ugualmente ma gli affreschi raffigurano alcuni temi sacri, quali il Santissimo Sacramento, San Giovanni Bosco, l'Ultima cena e Santa Cecilia. Nel tempio è venerata la statua in cartapesta di fine Ottocento rappresentante la Pietà, opera del leccese Giuseppe Manzo, la tela della Madonna del Suffragio e preziosi lavori di argenteria e oreficeria del XVIII secolo. È inoltre presente un altare per navata, in quella meridionale l'altare è in pietra, risale al Settecento e proviene dalla macchina barocca dell'altare maggiore della Concattedrale, mentre sul lato settentrionale è presente un altare marmoreo del XIX secolo.